# رولاند سیتز
رولاند سیتز (انگلیسی: Roland Seitz؛ زادهٔ ۱ اکتبر ۱۹۶۴) بازیکن فوتبال اهل آلمان است.
از باشگاه‌هایی که در آن بازی کرده‌است می‌توان به باشگاه فوتبال دویسبورگ، باشگاه فوتبال آگسبورگ، و باشگاه فوتبال یان رگنسبورگ اشاره کرد.